# Allan Romeo Nyom
Allan Roméo Nyom (Neuilly-sur-Seine, París, 10 de mayo de 1988) es un futbolista franco-camerunés que juega como defensa y desde julio de 2025 está sin equipo.

## Trayectoria

### Inicios y A. C. Arles
Se formó en las categorías inferiores del Nancy-Lorraine donde llegó a jugar en juveniles, posteriormente pasó a jugar en el A. C. Arles, donde consiguió ascender a la Ligue 2 francesa en la temporada 2008-09. En ese club llegó a despuntar como un defensa polivalente, seguro y rápido, ocupando así las posiciones tanto de lateral derecho, como de central.

### Granada C. F.
Dicho ascenso no pasó desapercibido por muchos ojeadores de algunos clubes de renombre en el plano futbolístico internacional, lo que le llevó a fichar por el equipo de Gino Pozzo, el Udinese italiano en el verano de 2009.
Ese mismo verano fue cedido al Granada FC de la Segunda División B de España. Tras su buena campaña el conjunto andaluz incluyendo el ascenso a la Segunda División el Udinese lo cedió de nuevo al Granada. En su segunda campaña en España Nyom volvió a ser indiscutible por la banda derecha granadinista y consiguió el ascenso a la máxima categoría del fútbol español. Su debut en Primera División se produjo en la primera jornada de la Liga, el 27 de agosto de 2011 en una derrota de 0-1 ante el Real Betis Balompié en el Nuevo Los Cármenes. En la primera campaña en Primera se consiguió el objetivo de la salvación y Nyom volvió a ser titular indiscutible.
Nyom renovó su contrato con el Udinese a finales de mayo de 2013, pero continuó jugando con el Granada, con el que ha sumado ya casi doscientos partidos oficiales y en el que se ha convertido en uno de los ídolos de la afición.

### Leganés
Para la temporada 2018-19, Allan Nyom regresó a la Liga española, esta vez para jugar en el Club Deportivo Leganés. Tras acabar su cesión en este equipo por parte del West Bromwich Albion, el Getafe C. F. hizo oficial su fichaje por dos temporadas y con opción a otra. 

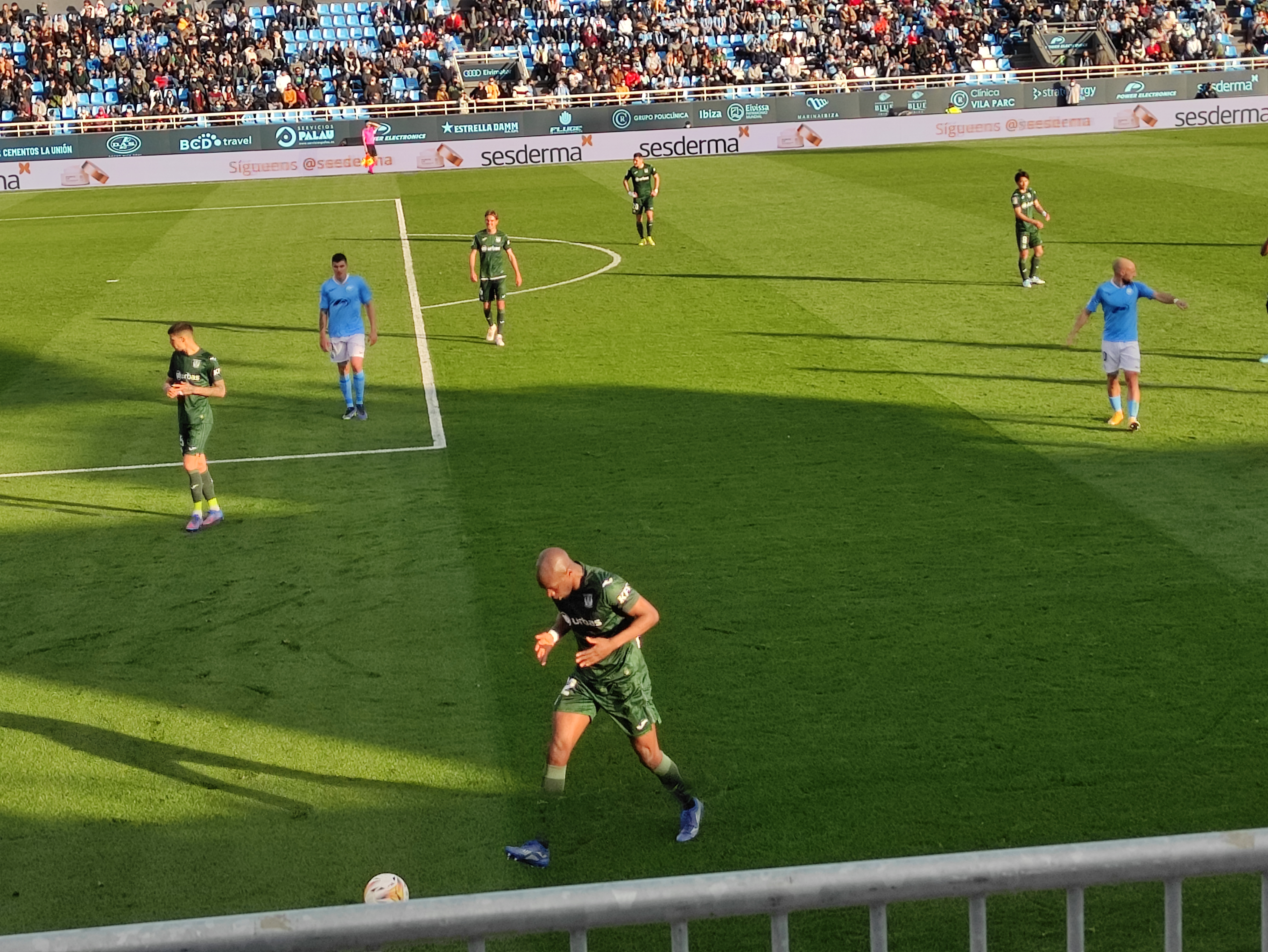
Allan Romeo Nyom jugando un partido con el C. D. Leganés.

El 28 de enero de 2022 el Getafe C. F. hizo oficial su salida. Ese mismo día se confirmó su vuelta al C. D. Leganés hasta junio de 2023. Finalmente, continuó una temporada más de lo inicialmente previsto, en la que lograron el ascenso a Primera División. Entonces estuvo un tiempo sin equipo hasta que el 8 de octubre de 2024 regresó al Getafe C. F. para lo que quedaba de campaña. Al final de la misma su contrato no fue renovado y quedó libre.

## Selección nacional
El 11 de noviembre de 2011 debutó oficialmente con la selección de fútbol de Camerún en un encuentro de la Copa LG en el que ganaron por 3-1 a Sudán. Desde entonces ha disputado seis encuentros con el combinado camerunés consiguiendo la titularidad en los últimos partidos.
El 2 de junio de 2014 fue uno de los 23 jugadores seleccionados por el técnico Volker Finke para disputar la Copa Mundial de Fútbol de 2014 en Brasil.

### Participaciones en Copas del Mundo
| Mundial                        | Sede   | Resultado      |
| ------------------------------ | ------ | -------------- |
| Copa Mundial de Fútbol de 2014 | Brasil | Fase de grupos |

## Clubes
| Club                       | País       | Año       |
| -------------------------- | ---------- | --------- |
| A. S. Nancy-Lorraine "II"  | Francia    | 2007-2008 |
| A. C. Arles                | Francia    | 2008-2009 |
| Granada C. F.              | España     | 2009-2015 |
| Watford F. C.              | Inglaterra | 2015-2016 |
| West Bromwich Albion F. C. | Inglaterra | 2016-2019 |
| C. D. Leganés (cedido)     | España     | 2018-2019 |
| Getafe C. F.               | España     | 2019-2022 |
| C. D. Leganés              | España     | 2022-2024 |
| Getafe C. F.               | España     | 2024-2025 |

## Palmarés

### Campeonatos nacionales
| Título           | Club          | País   | Año  |
| ---------------- | ------------- | ------ | ---- |
| Segunda División | C. D. Leganés | España | 2024 |